# Little Feat
Little Feat is een Amerikaanse rockband die in 1969 in Los Angeles werd opgericht door zanger-gitarist Lowell George en bassist Roy Estrada, beiden ex-leden van Frank Zappa's Mothers of Invention, toetsenist Bill Payne en drummer Richie Hayward, die al eerder met Lowell George samengespeeld had. De muziek van Little Feat kenmerkt zich door een combinatie van rock, funk, jazz fusion, blues en folk.
De band hield op te bestaan in 1979, maar werd in 1987 heropgericht.
De naam Little Feat verwijst naar de schoenmaat van Lowell George. Roy Estrada had als bijnaam Oréjon (grote oren).

## De eerste jaren
Er zijn meerdere verhalen over de oprichting van de band, maar steeds met een rol van Frank Zappa, die Lowell George ontsloeg. Een van die verhalen ging over Lowell George's compositie 'Willin' ', een trucksong, die over drugs zou gaan, wat de reden was voor het ontslag. 'Willin' ' kwam op het debuutalbum Little Feat uit 1971, maar de slide-partij werd gespeeld door Ry Cooder, omdat George zich in zijn hand gesneden had.
Op het tweede album Sailin' Shoes, dat in 1972 uitkwam, staat een nieuwe versie van 'Willin' ', ditmaal met George op slidegitaar. Op 'Texas Rose Cafe' en 'Willin' ' speelt Sneaky Pete pedalsteelgitaar.
De meeste composities op de eerste twee studio-albums waren van de hand van Lowell George, en enkele van Bill Payne. De albums waren commercieel niet erg succesvol, waarop de groep tijdelijk uit elkaar viel en Roy Estrada uiteindelijk de band verliet. 

## De jaren 1973-1979
Als vervanger van Roy Estrada werd in 1973 Kenny Gradney aangetrokken, daarnaast werd de band uitgebreid met gitarist Paul Barrère en Sam Clayton op conga's. Het geluid werd daardoor funkier. 
In 1973 kwam het album Dixie Chicken uit, met een keur aan musici als achtergrondzang, o.a. Delaney & Bonnies Bonnie, Bonnie Raitt, Daring Dan Hutton en Gloria Jones.
In 1974 volgde het album Feats Don't Fail Me Now.
Beide albums kregen lovende kritieken, maar commercieel succes bleef uit, waarop de band besloot uit elkaar te gaan. Toch bleef men de daarop volgende jaren samenwerken in allerlei projecten, soms ieder afzonderlijk, soms als gehele groep.
In 1975 kwam het album The Last Record Album uit, weliswaar nog wel geproduceerd door Lowell George, maar met veel minder compositorische inbreng. Barrere en Payne nemen de meeste songs voor hun rekening. Voorafgaand aan de opname van dit album kreeg drummer Richie Hayward een motorongeluk. De albumhoes was versierd met kopieën van zijn vele ziekenhuisrekeningen.
The Last Record Album was geen verwijzing naar een laatste album, maar naar de film The Last Picture Show. 
In 1977 volgde nog een studio-album Time Loves A Hero en in 1978 het live-album Waiting For Columbus. In de Nederlandse LP-top 100 bereikte The Last Record Album een 16e plaats, Waiting For Columbus bereikte nr 29. 
Na onenigheid over de muzikale koers startte Lowell George in 1979 een solo-project en kondigde opnieuw  het eind van de band aan. Zijn gezondheid was zwak, hij leed aan hepatitis en had zwaar overgewicht. Tijdens de promotie-tour van zijn solo-album overleed hij aan een hartaanval. De band werd opgeheven, de anderen gingen verder als sessie-muzikant.

## De jaren 1987-heden
In 1987 beleefde de groep haar reünie.
De voormalige "Little Feat"-leden Barrere, Clayton, Gradney, Hayward en Payne vormden de band opnieuw met als leadzanger singer-songwriter en gitarist Craig Fuller (voorheen van de band Pure Prairie League) en Fred Tackett op gitaar, mandoline en trompet. De band had al eerder getourd met Fuller in zijn Fuller/Kaz-band. Het eerste album in  de nieuwe line-up, Let It Roll, was een enorm succes en de aanwezigheid van Fuller bleek een belangrijke factor te zijn. De eerste single, "Hate to Lose Your Lovin' ", leverde de band hun eerste nummer 1-hit op in de Mainstream Rock Tracks-hitlijst. Fuller stapte uit de band in 1993, naar eigen zeggen, vanwege de te vermoeiende tournees. Zijn plaats werd ingenomen door zangeres Shaun Murphy, die tot 2009 leadzangeres zou blijven. In 2009 moest Hayward na een diagnose van leverkanker stoppen met drummen. Hij overleed in 2010. Bij Barrere werd Hepatitis C geconstateerd, waarna hij zich terugtrok uit de band. Hij stierf in 2019.   
Little Feat bleef incidenteel touren, met voornamelijk oud materiaal, in de 8 jaar tot 2020 verscheen er slechts 1 nieuw nummer 'When All Boats Rise'. Een mainstay van de band bleef het nummer Willin' dat op verschillende elpees verscheen maar niet op een single werd uitgebracht.
Op 17 mei 2024 verscheen Sam's Place, feitelijk een soloplaat van naamgever Clayton met covers die op eerdere Feat-albums te horen waren of bij concerten werden gespeeld. Slechts een nummer, Milkman, is van eigen hand. 
Op 9 mei 2025 werd Strike Up The Band uitgebracht.

## Discografie

### Studioalbums
- Little Feat (1971)
- Sailin' Shoes (1972)
- Dixie Chicken (1973)
- Feats Don't Fail Me Now (1974)
- The Last Record Album (1975)
- Time Loves a Hero (1977)
- Down on the Farm (1979) (voltooid na het overlijden van Lowell George)
- Let It Roll (1988)
- Representing the Mambo (1990)
- Shake Me Up (1991)
- Ain't Had Enough Fun (1995)
- Under the Radar (1996)
- Chinese Work Songs (2000)
- Kickin' It at the Barn (2003)
- Join the Band (2008)c
- Rooster Rag (2012)

### Livealbums
- Waiting for Columbus (1978) (her-uitgave in 2000)
- Live From Neon Park (1996)
- Extended Versions (2000)
- Late Night Truck Stop (2001)
- Live at the Rams Head (2002)
- Down Upon the Suwannee River (2003)
- Highwire Act Live in St. Louis 2003 (2005)
- Barnstormin' Live Volume One (2005)
- Barnstormin' Live Volume Two (2005)
- Rocky Mountain Jam (2007)
- Live in Holland 1976 (Pinkpop 1976)  (2014)

### Dvd's
| Dvd's met hitnoteringen in de Nederlandse Music Top 30 | Datum van verschijnen | Datum van binnenkomst | Hoogste positie | Aantal weken | Opmerkingen |
| ------------------------------------------------------ | --------------------- | --------------------- | --------------- | ------------ | ----------- |
| Skin it back - Live at rockpalast                      | 2009                  | 19-09-2009            | 12              | 2            |             |